# Veuglaire

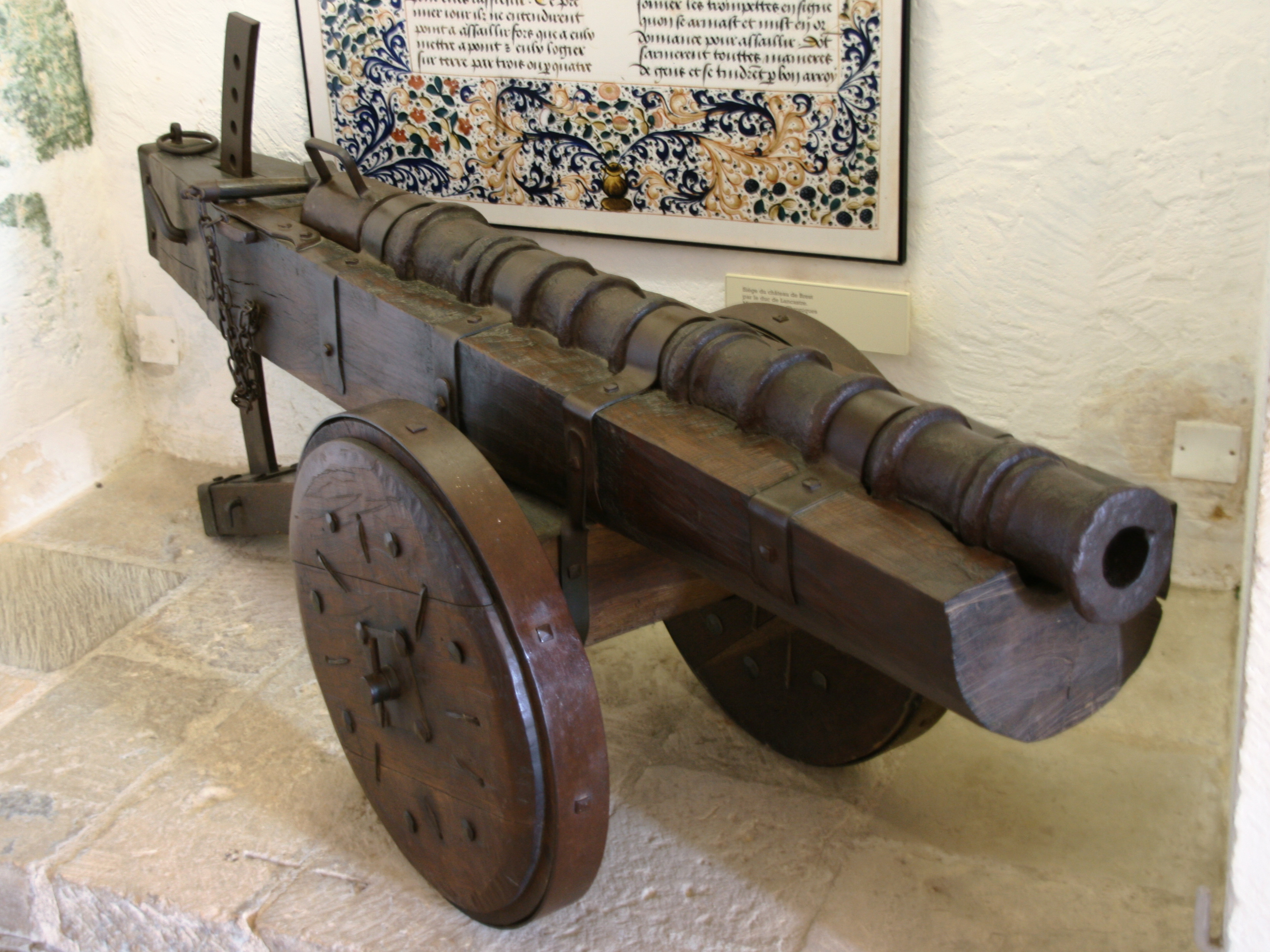
Un veuglaire del. De hierro forjado, mide 1.15 m de largo y tenía un alcance de 200 m. Museo militar del Château de Castelnaud, Castelnaud-la-Chapelle, Dordogne, Aquitaine (Francia).

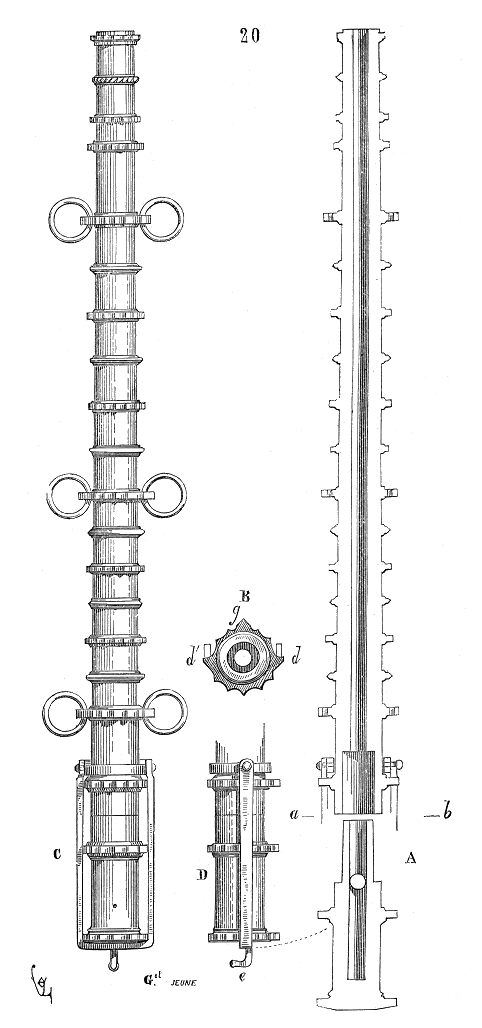
Dibujo de un veuglaire en el Dictionnaire raisonné de l’architecture française du XIe au XVIe siècle (1856) de Eugène Viollet-le-Duc.

Un veuglaire (en inglés, fowler) era un cañón del siglo XV usado por las tropas francesas e inglesas durante la guerra de los Cien Años, período en el que se utilizó por primera vez piezas de artillería pesada de forma extendida en el campo de batalla —hasta entonces se utilizaba bien como piezas defensivas de las fortalezas, bien como arma de asedio—. Así se considera que la decisiva victoria de los franceses sobre los ingleses en la batalla de Castillon, que dio fin a la larga guerra, se debe al despliegue de piezas de artillería bajo las órdenes del artillero francés, Jean Bureau.
Normalmente de hierro forjado, también se hicieron veuglaires de hierro fundido o de una aleación de cobre. Aunque era normalmente más ligero que la bombarda, al igual que esta, disparaba bolaños.
Podía llegar a medir hasta 2.5 metros de largo y podía pesar desde unos 150 kg hasta varias toneladas. Era más grande que el crapaudau o crapaudin.
Podían llegar a tener hasta dos recámaras o mascles. Aunque las primeras veuglaires serían de avancarga, a comienzos de la década de 1440 se empieza a mencionar que, «en línea con la nueva moda», ya son de retrocarga. Estaba rodeada de aros de refuerzo. Normalmente cada pieza llevaba varias recámaras para facilitar la carga.

## En español
Correspondería a lo que en los siglos  XVI y XVII, sería el verso o medio culebrina y que:

... En una nomencaltura anárquica y sumamante variada, se la designa también con el nombre de falconete. En la bibliografía francesa a las piezas de este tipo se les denomina veuglaires.